# Comuna Burla, Suceava
Burla este o comună în județul Suceava, Bucovina, România, formată numai din satul de reședință cu același nume.
Este o localitate de mici dimensiuni, având vecini următoarele localități: Volovăț, Arbore, Iaslovăț, Milișăuți, Rădăuți. Burla este străbătută de drumul județean DJ 209K.

## Demografie
Componența etnică a comunei Burla
     Români (81,59%)
     Romi (8,9%)
     Alte etnii (9,51%)
Componența confesională a comunei Burla
     Ortodocși (49,32%)
     Penticostali (40,61%)
     Alte religii (0,56%)
     Necunoscută (9,51%)
Conform recensământului efectuat în 2021, populația comunei Burla se ridică la 2.135 de locuitori, în creștere față de recensământul anterior din 2011, când fuseseră înregistrați 2.111 locuitori. Majoritatea locuitorilor sunt români (81,59%), cu o minoritate de romi (8,9%). Din punct de vedere confesional, cei mai mulți locuitori sunt ortodocși (49,32%), cu o minoritate de penticostali (40,61%), iar pentru 9,51% nu se cunoaște apartenența confesională.

## Politică și administrație
Comuna Burla este administrată de un primar și un consiliu local compus din 11 consilieri. Primarul, Viorel Pintiliuc[*], de la Partidul Național Liberal, este în funcție din 2012. Începând cu alegerile locale din 2024, consiliul local are următoarea componență pe partide politice:
|  | Partid                          | Consilieri | Componența Consiliului | Componența Consiliului | Componența Consiliului | Componența Consiliului | Componența Consiliului | Componența Consiliului | Componența Consiliului |
|  | ------------------------------- | ---------- | ---------------------- | ---------------------- | ---------------------- | ---------------------- | ---------------------- | ---------------------- | ---------------------- |
|  | Partidul Național Liberal       | 7          |                        |                        |                        |                        |                        |                        |                        |
|  | Partidul Social Democrat        | 2          |                        |                        |                        |                        |                        |                        |                        |
|  | Alianța pentru Unirea Românilor | 1          |                        |                        |                        |                        |                        |                        |                        |
|  | Partidul Ecologist Român        | 1          |                        |                        |                        |                        |                        |                        |                        |

## Recensământul din 1930
Componența etnică a comunei Burla
     Români (99,95%)
     Ruteni (0,05%)
Componența confesională a comunei Burla
     Ortodocși (99,95%)
     Baptiști (0,05%)
Conform recensământului efectuat în 1930, populația comunei Burla se ridica la 1.940 locuitori. Majoritatea locuitorilor erau români (99,95%), cu o minoritate de ruteni (0,05%). Din punct de vedere confesional, majoritatea locuitorilor erau ortodocși (99,95%), dar existau și minorități de baptiști (0,05%).